# مارمگس
مارمگس حشره‌ای است از راسته سوزن‌بالان Raphidioptera.

## نگارخانه

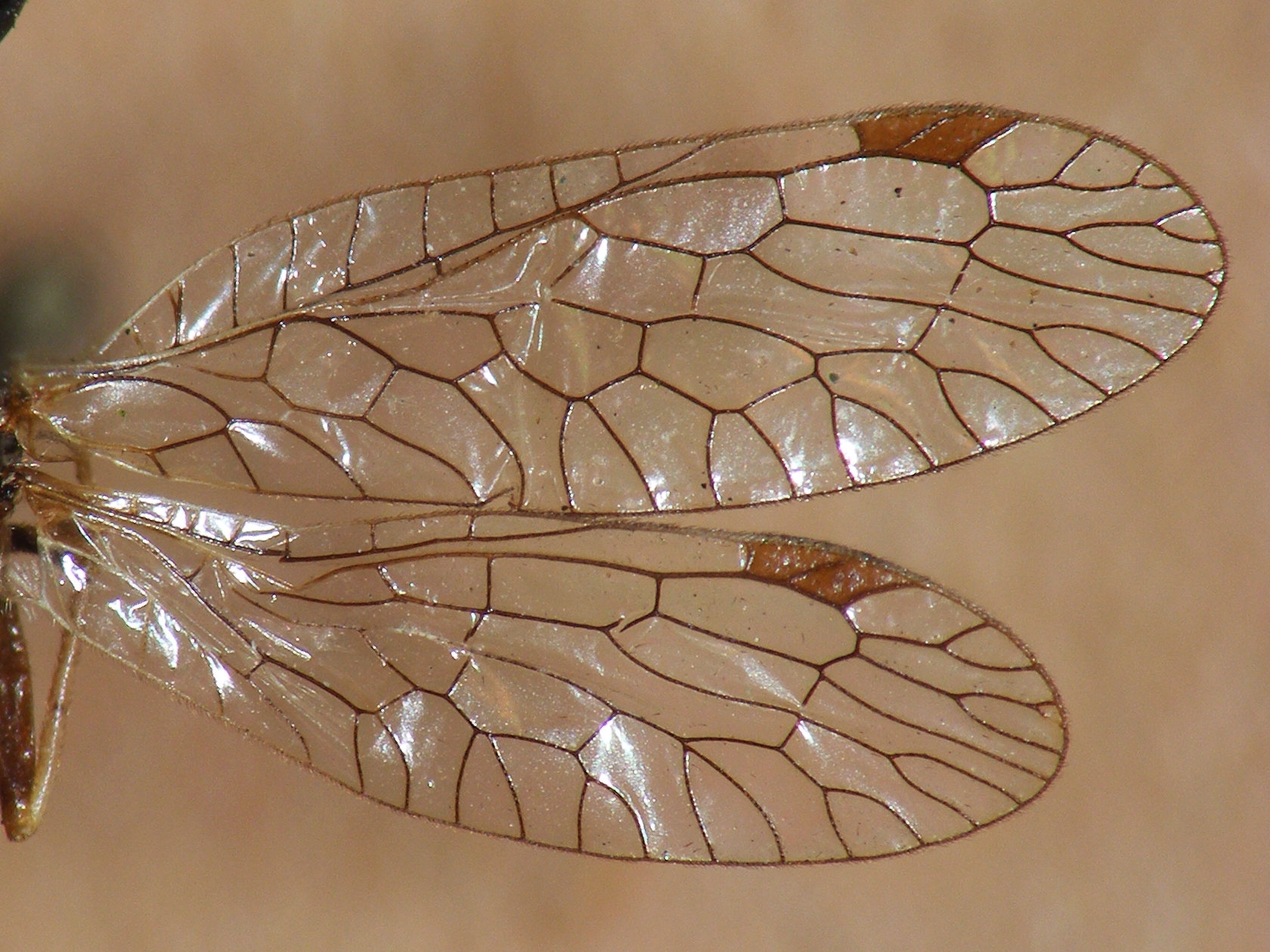
پر های زیبای مار مگس